# Эхбы
Эхбы — упразднённый в 1996 году посёлок в Тенькинском районе Магаданской области России. Заброшенный в 1990-х годах горняцкий посёлок.

## Топоним
Посёлок назван по одноимённому ручью, гидроним в свою очередь появился в 1936 году при проведении в её бассейне геолого-разведочных работ. Поисковики очень надеялись обнаружить здесь месторождение золота, и один из промывальщиков всё время повторял: «Эх, найти бы хорошую россыпь!». Эта мечта была воплощена в названии безымянного ручья на карте. Впоследствии другой ручей, где и была обнаружена россыпь, получил название Такбы.
Другое название посёлка появилось в 1961 году в честь полёта космонавта Г. С. Титова, оно фигурировало в некоторых геологических отчётах, однако так официально и не было закреплено.

## География
Расположен в месте впадения ручья Эхбы в Ухомыт в её нижнем течении. Ближайший населённый пункт — Чигичинах.

## История
Основан в 1960 году прииском «40 лет Октября» при разработке близлежащего золотоносного месторождения. Это был небольшой благоустроенный посёлок, застроенный рядом одноэтажных домов.
Эхбы стал одним из первых закрытых в постсоветское время посёлков на Колыме.

## Население
Численность жителей колебалась в пределах 200—300 человек.

## Инфраструктура
Действовала начальная школа, детский сад, здравпункт, клуб, магазин.

## Транспорт
К посёлку не существовало постоянных автомобильных дорог.